# وو یانگ
وو یانگ (انگلیسی: Wu Yang؛ زادهٔ ۵ ژانویهٔ ۱۹۹۲) یک بازیکن تنیس روی میز اهل جمهوری خلق چین است. 
وی در مسابقات کشوری و بین‌المللی در مجموع برنده ۲ مدال طلا، ۱ مدال نقره شده‌است.